# Liste de peintres du XVIIe siècle
 (mars 2025).
Cette liste regroupe des peintres du XVIIe siècle.
Pour d'autres catégorisations, se référer à : 
- la catégorie Peintre du XVIIe siècle
- la catégorie Peintre par siècle
- la catégorie Liste de peintres
- la catégorie XVIIe siècle en peinture

## Allemagne
- Hans von Aachen
- Salomon Adler
- Christoph Ludwig Agricola
- Hans Georg Asam
- Martin Beheim
- Benjamin Block
- Daniel Blok
- Jan Boeckhorst
- Johann Michael Bretschneider
- Penelope Cleyn
- Paul Decker
- Jan Frans van Douven
- Adam Elsheimer
- Martin Hermann Faber
- Georg Flegel
- Hans Ulrich Franck
- Christoph Bernhard Francke
- Matthaeus Greuter
- Johann Michael Hambach
- Johann Oswald Harms
- Jobst Harrich
- Wolfgang Heimbach
- Gottfried Hendtzchel
- Paul Honegger
- Barthélemi Hopfer
- Johann Matthias Kager
- David Kindt
- Godfrey Kneller
- Johann Zacharias Kneller
- Zacharias Kneller
- Nicolaus Knüpfer
- Johann König
- Johann Karl Loth
- Louise-Hollandine du Palatinat
- Isaak Major
- Jacob Marrel
- Johann Ulrich Mayr
- Abraham Mignon
- Christopher Paudiß
- Nikolaus Prugger
- Peter Reimers
- Franz Friedrich Franck
- Johann Heinrich Roos
- Johann Melchior Roos
- Philipp Peter Roos
- Théodore Roos
- Joachim von Sandrart
- Johann Heinrich Schönfeld
- Andreas Stech
- Johann Christoph Storer
- Bartholomeus Strobel
- Frans Werner Tamm
- Philipp Uffenbach
- Michael Willmann
- Franz Wulfhagen
- Gerard Zoust

## Belgique
- Lucas Achtschellinck
- Anthonie de Lorme
- Michel Bouillon
- Jean-Guillaume Carlier
- Louis Counet
- Walthère Damery
- Jean Daret
- Gérard Douffet
- Pierre Eyckens
- Englebert Fisen
- Bertholet Flémal
- Abraham Janssens
- David de Koninck
- Robert de Longe
- Jan Miel
- Clara Peeters
- Pierre Paul Rubens
- Jan Frans Van Bloemen
- Antoine Van Dyck
- Daniel van den Dyck
- Isaak Van Oosten
- Joos van Winghe

## Chine
- Chen Hongshou
- Chen Jiru
- Chen Shu
- Chen Zhengkui
- Cheng Jiasui
- Cui Zizhong
- Ding Yunpeng
- Dong Qichang
- Fan Qi
- Fang Weiyi
- Fu Shan
- Gao Cen
- Gao Qipei
- Gong Xian
- Gu Mei
- Hongren
- Hu Zhengyan
- Kuncan
- Li Liufang
- Li Rihua
- Li Shida
- Lin Xue
- Luo Mu
- Ma Shouzhen
- Mao Qiling
- Mei Qing
- Mi Wanzhong
- Mo Shilong
- Qi Zhaijia
- Qian Gong
- Shen Shi
- Shitao
- Wang Shimin
- Wang Wu
- Wu Li
- Wu Weiye
- Xiang Shengmo
- Xiao Yuncong
- Xie Bin
- Xing Tong
- Yang Wencong
- Yun Xiang
- Zhang Geng
- Zhang Hong
- Zhao Zuo
- Zhou Lianggong
- Zou Zhe

## Espagne
- Juan de Alfaro
- Francisco Barrera
- Andrea López Caballero
- Alonzo Cano
- Vincenzo Carducci
- Juan Carreño de Miranda
- Claudio Coello
- Giovanni Do
- Juan de Espinosa
- El Greco
- Francisco Herrera el Mozo
- Francisco de Herrera le Vieux
- Juan Bautista Maíno
- Mateo Núñez de Sepúlveda
- Juan Bautista Martínez del Mazo
- Bartolomé Esteban Murillo
- Pedro Núñez de Villavicencio
- Pedro Núñez
- Josefa de Óbidos
- Francisco Pacheco
- Antonio Agiselo Palomino de Castro y Velasco
- José de Ribera
- Juan de Roelas
- Jorge Manuel Theotocopouli
- Luis Tristán
- Juan de Valdés Leal
- Diego Vélasquez

## France
- Étienne Allegrain
- Nicolas Baudesson
- Jean-Baptiste Belin
- Antoine Benoist
- Nicolas Bertin
- Louis-Gabriel Blanchard
- Thomas Blanchet
- Sébastien Bourdon
- Philippe de Champaigne
- Nicolas Chaperon
- Élisabeth-Sophie Chéron
- Nicolas Colombel
- Jean-Baptiste Corneille
- Claude Gellée
- René-Antoine Houasse
- Jean Cotelle l'Aîné
- Jean Jouvenet
- Laurent de La Hyre
- Charles de La Fosse
- Nicolas de Largillierre
- Charles Le Brun
- Antoine Le Nain
- Louis Le Nain
- Mathieu Le Nain
- Eustache Lesueur
- Jacques Linard
- Nicolas Mignard
- Pierre Mignard
- Pierre II Mignard
- Louise Moillon
- Robert Nanteuil
- Nicolas Poussin
- Pierre Puget
- Jean Tassel
- Hyacinthe Rigaud
- Georges de La Tour
- Aubin Vouet
- Simon Vouet

## Italie
- Flaminio Allegrini
- Baldassare Aloisi
- Sofonisba Anguissola
- Pietro Avogadro
- Giovanni Baglione
- Niccolò Bambini
- Camillo Berlinghieri
- Gian Lorenzo Bernini
- Francesco Boschi
- Giovanni Domenico Cappellino
- Le Caravage
- Giovanni Bernardo Carbone
- Francesco Carracci
- Lodovico Carracci
- Antonio Carracci
- Giovanni Domenico Cerrini
- Bartolomeo Cesi
- Angelo Michele Colonna
- Ortensio Crespi
- Cesare Dandini
- Giovanni Battista della Rovere
- Giovanni Mauro della Rovere
- Giovanni Maria delle Piane
- Giovanni De Vecchi
- Paolo Domenico Finoglia
- Francesco Francanzano
- Giovanni Fulco
- Gian Antonio Fumiani
- Anton Domenico Gabbiani
- Filippo Gagliardi
- Giovanni Battista Galestruzzi
- Fra Galgario
- Ferdinando Galli da Bibiena
- Giovanni Maria Galli da Bibiena
- Giovanna Garzoni
- Artemisia Gentileschi
- Francesco Gessi
- Antonio Gherardi
- Giovan Francesco Barbieri Guercino
- Girolamo Imparato
- Giovanni Lanfranco
- Lorenzo Lippi
- Aurelio Lomi
- Bartolomeo Manfredi
- Dionisio Mantuano
- Carlo Maratta
- Pier Francesco Mola
- Giovanni Moneri
- Giovanni Maria Morandi
- Giuseppe Moriani
- Domenico Maria Muratori
- Giuseppe Nicola Nasini
- Carlo Francesco Nuvolone
- Pietro Domenico Olivero
- Michelangelo Palloni
- Domenico Piola
- Giacinto de Popoli
- Ercole Procaccini le Jeune
- Camillo Procaccini
- Carlo Antonio Procaccini
- Ranieri del Pace
- Giacomo Recco
- Giovan Battista Recco
- Giuseppe Recco
- Guido Reni
- Sebastiano Ricci
- Carlo Ridolfi
- Claudio Ridolfi
- Giovanni Francesco Romanelli
- Giovanni Battista Ruoppolo
- Francesco Rustici
- Fabrizio Santafede
- Andrea Scacciati
- Luigi Pellegrini Scaramuccia
- Elisabetta Sirani
- Giovanni Andrea Sirani
- Bernardo Strozzi
- Giovanni Maria Tamburini
- Niccolò Tornioli
- Angelo Trevisani
- Francesco Trevisani
- Giovanni Battista Trotti
- Alessandro Turchi
- Lorenzo Vaccaro
- Francesco Vanni
- Giovan Battista Vanni
- Antonio Maria Vassallo
- Pietro della Vecchia
- Volterrano
- Giovanni Francesco Zabello
- Antonio Zanchi
- Zoppo di Ganci
- Federigo Zuccaro

## Japon
- Aoki Sokei
- Gukei
- Hanabusa Itchō
- Hasegawa Nobukata
- Hasegawa Tōhaku
- Hidari Jingorō
- Iwasa Matabei
- Kanō Naonobu
- Kanō Sanraku
- Kanō Takanobu
- Kanō Yasunobu
- Kanō Mitsunobu
- Kanō Naizen
- Kanō Sansetsu
- Kanō Tan'yū
- Kanō Tanshin
- Kanō Tsunenobu
- Kita Genki
- Kiyohara Yukinobu
- Unkoku Togan

## Pays-Bas
- Nicolaes Berchem
- Govert Flinck
- Rembrandt
- Judith Leyster
- Matthias Stomer
- Willem van Aelst
- Vermeer
- Jan Vonck

## Pologne
- Izaak van den Blocke
- Marcin Teofil Polak
- Daniel Schultz
- Jerzy Siemiginowski-Eleuter
- Bartholomeus Strobel

## Royaume-Uni
- Henry Anderton
- Nathaniel Bacon
- Francis Barlow
- Mary Beale
- Anna Maria Carew
- David des Granges
- William Faithorne
- John Hayls
- Peter Monamy
- Peter Oliver
- John Taylor
- Robert Walker

## Suisse
- Gregor Brandmüller
- Johann Rudolf Byss
- Famille Carlone
- Franz Ludwig Raufft
- Hans Heinrich Wägmann
- Anna Waser
- Joseph Werner